# Antônio Caringi
Antônio Caringi (Pelotas, 18 de maio  de 1905 – Pelotas, 30 de maio de 1981) foi um escultor brasileiro, considerado o maior estatuário da história da arte no Rio Grande do Sul.

## Biografia

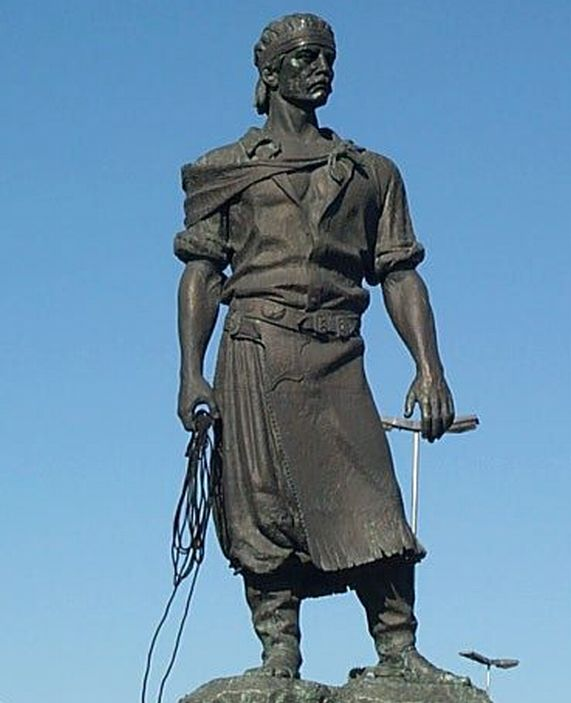
Estátua do Laçador em Porto Alegre

O oriundi Antônio Caringi nasceu em Pelotas, no sul do estado do Rio Grande do Sul, filho de Antônio Caringi e Josephina Sicca. Fez os estudos primário e ginasial em Bagé, na campanha gaúcha, e desde cedo mostrou aptidão para a arte. Em 1918, acompanhando a família, mudou-se para Porto Alegre, onde graduou-se em Ciências e Letras. Em 1923, começou a estudar Química Industrial na Escola de Engenharia da Universidade Federal do Rio Grande do Sul (UFRGS), onde apenas cursou algumas disciplinas. Em 1925, participou e expôs seus trabalhos no Salão de Outono em Porto Alegre.

### Europa
Em 1928, embarcou para a Europa para assumir o cargo de Adido Cultural no Consulado Brasileiro em Munique, Alemanha, e estudar Arte na Academia de Belas Artes dessa cidade. Lá, teve aulas com os escultores Hermann Hahn e Hans Stangl. Como Adido Consular, ainda exerceu cargos diplomáticos em vários países europeus. Em 1934, voltou ao Brasil para concorrer - e, consequentemente, vencer - o concurso para a estátua equestre do General Bento Gonçalves, inaugurada em Porto Alegre, em 1935, na comemoração do centenário da Revolução Farroupilha. Retornou à Europa em 1936, indo para Berlim, onde especializou-se em Plástica Monumental com Arno Breker. Com os estudos concluídos na Alemanha, mudou-se para Roma. Empreendeu, nessa época, diversas viagens, sempre a estudos, visitando países como Dinamarca, Suécia, França e balcânicos, detendo-se em Estudos Clássicos na Itália, na Grécia e na Turquia.

### Retorno para o Brasil
Em 1940, durante a Segunda Guerra Mundial, Antônio Caringi decidiu voltar definitivamente ao Brasil, residindo em Porto Alegre. A partir de então, esculpiu vários monumentos significativos para o Patrimônio Artístico do Rio Grande do Sul. Em 1942, fixou residência em Pelotas, sua cidade natal, e casou-se com a poetisa pelotense Noemi Assumpção Osório, com quem teve seis filhos: Fernanda, Antônia, Leonardo, Ângela, Glória e Rita. Lecionou, de 1952 a 1980, a disciplina de Escultura na Escola de Belas Artes de Pelotas, atual Instituto de Letras e Artes da Universidade Federal de Pelotas (UFPel). Seu último trabalho ao ar livre, inaugurado em 1977, foi uma homenagem a Raul Pilla.
Cabe destacar que a maioria das obras de grande porte foi consagrada através da participação em concursos, sendo vencedor de onze concursos no Brasil.
Conhecido como o “escultor dos pampas”, Caringi privilegiou temas regionais em seus trabalhos, ligados à história e à cultura riograndenses.
Morreu aos 76 anos em 30 de maio de 1981 na cidade de Pelotas.

### Premiações
Caringi costumava afirmar que a escultura não dava reconhecimento ao artista. Entretanto, contrariando a regra, recebeu, ainda em vida, inúmeras medalhas, condecorações e prêmios, tais como:
- o Primeiro Grande Prêmio de Escultura da Sociedade Felipe de Oliveira, no Rio de Janeiro, em 1933, quando ainda residia na Europa;
- a Menção Honrosa da Academia de Belas Artes de Munique, em 1934;
- a Medalha de Ouro e Prata do Salão de Belas Artes do Rio de Janeiro, em 1938;
- a Grande Medalha de Ouro no II Salão do Rio Grande do Sul, Porto Alegre, em 1940;
- a Medalha Mérito Tamandaré;
- a Medalha Simões Lopes Neto, do Governo do Estado do Rio Grande do Sul, em 1977;
- o Troféu Pelotas Desenvolvimento Integral, da Prefeitura Municipal de Pelotas;
- e a Medalha do Mérito Universitário, por ocasião da sua aposentadoria como Professor de Escultura do Instituto de Letras e Artes da Universidade Federal de Pelotas (UFPel), em 1980.

## Algumas obras
- Monumento a Bento Gonçalves, de 1935, instalado inicialmente no Parque Farroupilha e posteriormente transferido para a Avenida João Pessoa, ao lado da Praça Piratini, em Porto Alegre;
- Monumento em homenagem ao "Sentinela da Pátria" (mais conhecido como "Sentinela Farroupilha" ou "O Bombeador" - no linguajar gaúcho, deriva de bombear, que significa "vigiar"), de 1935, na Praça Vinte de Setembro, em Pelotas;
- Monumento funerário ao Doutor Maurício Cardoso, de 1940, no cemitério da Santa Casa de Misericórdia de Porto Alegre;
- Busto de Velha Camponesa Bávara, de 1940, na Pinacoteca APLUB, em Porto Alegre;
- Monumento conhecido como "o soldado e o gaúcho", de 1941, no túmulo do General Daltro Filho, localizado no cemitério da Santa Casa de Misericórdia de Porto Alegre;
- Monumento ao Bispo Dom Joaquim Ferreira de Mello, de 1942, instalado inicialmente no Parque Dom Antônio Zattera e posteriormente transferido para a Avenida Dom Joaquim, em Pelotas;
- Grupo funerário "Oferenda", de 1942, no túmulo de seus pais - falecidos naquele ano - e do próprio escultor e sua mulher - ele, sepultado em 1981, e ela, em 1993;
- Herma do Doutor Augusto Duprat, de 1943, na Praça Xavier Ferreira, em Rio Grande;
- Cabeça de Índio Charrua, de 1944, na Pinacoteca APLUB, em Porto Alegre;
- Monumento ao Almirante Saldanha da Gama, de 1946, na Praça Almirante Saldanha da Gama, no Rio de Janeiro;
- Monumento a J. J. Seabra, de 1948, na Praça da Inglaterra, em Salvador;
- Três Idades do Trabalho, de 1953, relevo em bronze pertencente ao monumento ao Coronel Pedro Osório e se desenvolve de modo contínuo ao longo da base cônica de granito. Mede 1 metro de altura e 5 metros de comprimento. A alegoria se refere às atividades socioeconômicas do homenageado, passando pela pecuária, orizicultura, indústria e comércio; o conjunto está instalado na Praça Coronel Pedro Osório, em Pelotas.
- Monumento Nacional ao Imigrante, de 1954, em Caxias do Sul, mediante concurso público. Abaixo das esculturas foi construída uma cripta que abriga o Espaço Cultural Antônio Caringi, dando lugar a exposições temáticas temporárias;
- Monumento ao Coronel Pedro Osório, de 1954, na Praça Coronel Pedro Osório, em Pelotas;
- Herma do Tenente Coronel Comendador Manoel Corrêa Mirapalhete, de 1955, na Praça General Andréa, em Santa Vitória do Palmar, em homenagem ao centenário do município e ao seu fundador;
- Herma de Getúlio Vargas, de 1955, na Praça Xavier Ferreira, em Rio Grande. Bustos como este, todos datados de 1955, foram instalados em Bagé, Canguçu, Jaguarão, Passo Fundo, no átrio do Palácio Piratini e no átrio da Prefeitura de Porto Alegre;
- Monumento ao Expedicionário, de 1957, no Parque Farroupilha, em frente ao Colégio Militar de Porto Alegre, mediante concurso público;
- Estátua do Laçador, de 1958, um dos símbolos de Porto Alegre, mediante concurso público. Serviu-lhe de modelo o folclorista Paixão Côrtes. É a obra que lhe deu maior reconhecimento. Na instalação original, na Praça do Bombeiro, na entrada de Porto Alegre, pela BR-116, o monumento de 4,45 metros e 3,8 toneladas ficou durante 49 anos. Em 2007, foi transferido para o Sítio do Laçador, em frente ao antigo terminal do Aeroporto Salgado Filho;
- Monumento ao Colono, de 1958, na Praça Primeiro de Maio (conhecida como Praça do Colono), em Pelotas. Almiro Buss, então subprefeito distrital e posteriormente vereador de Pelotas e prefeito em Arroio do Padre, teria servido de modelo ao escultor;
- Herma de André Puente, de 1958, na Praça da Matriz, em Porto Alegre;
- Herma do Padre Agostinho Scholl, de 1958, em frente à Escola Estadual de Ensino Fundamental Nossa Senhora Medianeira, no Círculo Operário Pelotense;
- Herma do Doutor Luiz Pereira Lima, de 1958, na Praça Piratinino de Almeida, em Pelotas;
- Herma de Alberto Bins, de 1959, no Parque Farroupilha, em Porto Alegre;
- Monumento às Mães, de 1959, na Praça Coronel Pedro Osório, em Pelotas. A obra tem a imagem da mulher de Caringi, a poetisa Noemi de Assumpção Osório;
- Banhista, de 1960, no Museu de Arte do Rio Grande do Sul (MARGS), em Porto Alegre;
- Herma de Fernando Chagas Riet, de 1961, na Secretaria da Agricultura, em Porto Alegre;
- Herma de João Batista Fico, de 1962, na Praça Gaspar Silveira Martins, em Bagé;
- Herma de Alcides Maia, de 1963, na Praça General Daltro Filho, em Porto Alegre;
- Monumento às Mães, de 1963, na Praça Getúlio Vargas, em Alegrete;
- Monumento à Anita Garibaldi, de 1964, em frente ao Museu Anita Garibaldi, em Laguna, mediante concurso público;
- Monumento ao Doutor José Brusque, médico-cirurgião, de 1968, na Praça Coronel Pedro Osório, em Pelotas;
- Monumento a Gaspar Silveira Martins, de 1969, na Praça Silveira Martins, em Bagé;
- Cabeça de Assis Chateaubriand, de 1969, na TVE, em Porto Alegre;
- Monumento a Loureiro da Silva, de 1974, atualmente instalado em frente à sede da Câmara Municipal de Porto Alegre, em área de recuo na Avenida Loureiro da Silva;
- Herma de Oswaldo Vergara, de 1974, na Praça da Matriz, em Porto Alegre;
- "O Cristo Crucificado" - sua penúltima obra, de 1976, está exposta na Capela dos Jesuítas, em Porto Alegre;
- Herma de Raul Pilla - seu último trabalho ao ar livre, de 1977, instalado na Praça Raul Pilla, em Porto Alegre. Infelizmente, o busto em bronze foi furtado.

## Obras em acervos institucionais
- Museu de Arte do Rio Grande do Sul Ado Malagoli, Porto Alegre
- Museu Leopoldo Gotuzzo, UFPEL, Pelotas
- APLUB, Porto Alegre
- Palácio Piratini, Porto Alegre
- Paço dos Açorianos, Porto Alegre